# Sestry adorátorky od Nejsvětější svátosti a Neposkvrněného Srdce Panny Marie

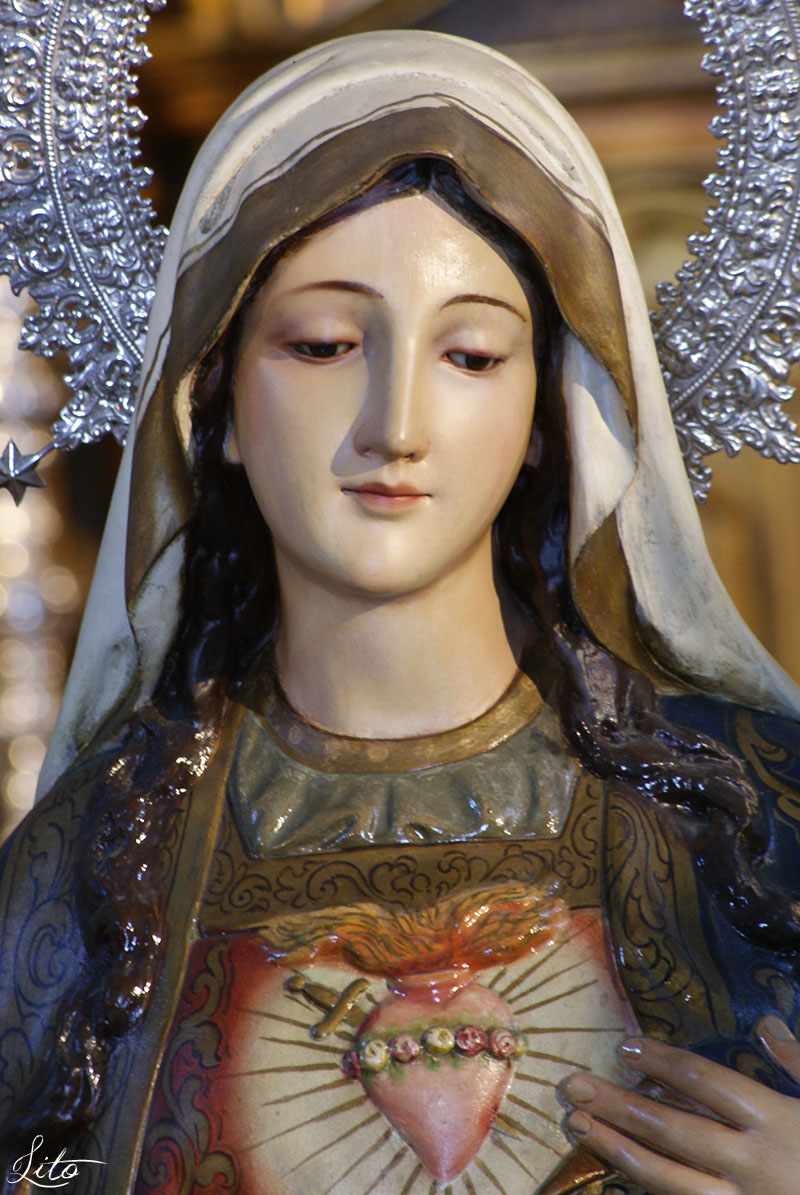
Socha Panny Marie

Sestry adorátorky od Nejsvětější svátosti a Neposkvrněného Srdce Panny Marie (španělsky Hermanas Adoratrices del Santísimo Sacramento del Inmaculado Corazón de María) je ženská řeholní kongregace, jejíž zkratkou je R.A.

## Historie
Kongregace byla založena roku 1885 v argentinské Córdobě španělským jezuitou José Maríou Bustamantem.
Dne 4. září 1885 získala schválení od córdobského biskupa Juana Josého Blas Tissery a schválení Svatého stolce získala 12. února 1896.

## Aktivita a šíření
Kongregace se věnuje úctě Nejsvětější svátosti a výchově mládeže.
Nacházejí se v Argentině a Uruguayi; generální kurie se nachází v Buenos Aires.
Ke konci roku 2008 měla kongregace 37 sester ve 12 domech.